# Knud Jeppesen
Knud Jeppesen (Copenaghen, 15 agosto 1892 – Riskov, 14 giugno 1974) è stato un musicologo danese.
Insegnante e direttore del Conservatorio di Copenaghen, fu presidente della Società internazionale di musicologia. Compose brevi testi armonici, ma soprattutto fu importante il contributo allo studio e all'analisi della musica rinascimentale, riconosciuti a livello internazionale. In particolare vanno ricordate due opere: 'The Style of Palestrina and the dissonance' (1927) e 'Counterpoint: The Polyphonic Vocal Style of the Sixteenth Century' (1930), usate ancora oggi per lo studio sulla musica vocale del XVI secolo nei Conservatori e nelle Accademie.

## Opere teoriche
- The Style of Palestrina and the dissonance, 1927, revisionata 1946
- Counterpoint: The Polyphonic Vocal Style of the Sixteenth Century, 1930